# Puente de los Cobos
El puente de los Cobos en Solosancho, en la provincia de Ávila (España), hoy casi enteramente sepultado por la arena del río Adaja, tiene tres arcos de medio punto de excelente factura, apoyados en dos pilares con tajamares, de origen romano casi seguro. Los arcos, a juzgar por algunas marcas de cantería en las hiladas bajas, pueden haber sido reconstruidos en época medieval, aunque su material es excelente granito, menos gastado que el de los pilares. De todos modos, su origen romano parece más que probable. En la década de los años 1970 se construyó un nuevo puente, siendo estrecho e insuficiente el antiguo. El nuevo puente ahoga y encubre el antiguo aguas abajo. 

## Descripción
A partir del puente, la vía romana, en su arranque protegida por un parapeto contra las inundaciones rápidas, de origen presumiblemente romano como el del puente mismo, procede en rectilíneo a través del término de Solosancho y su anejo Baterna, nombre cuyo origen romano es evidente, y ataca igualmente en línea recta las primeras asperezas del terreno antes de llegar a La Hija de Dios, cuyos lados norte y oeste pasa.

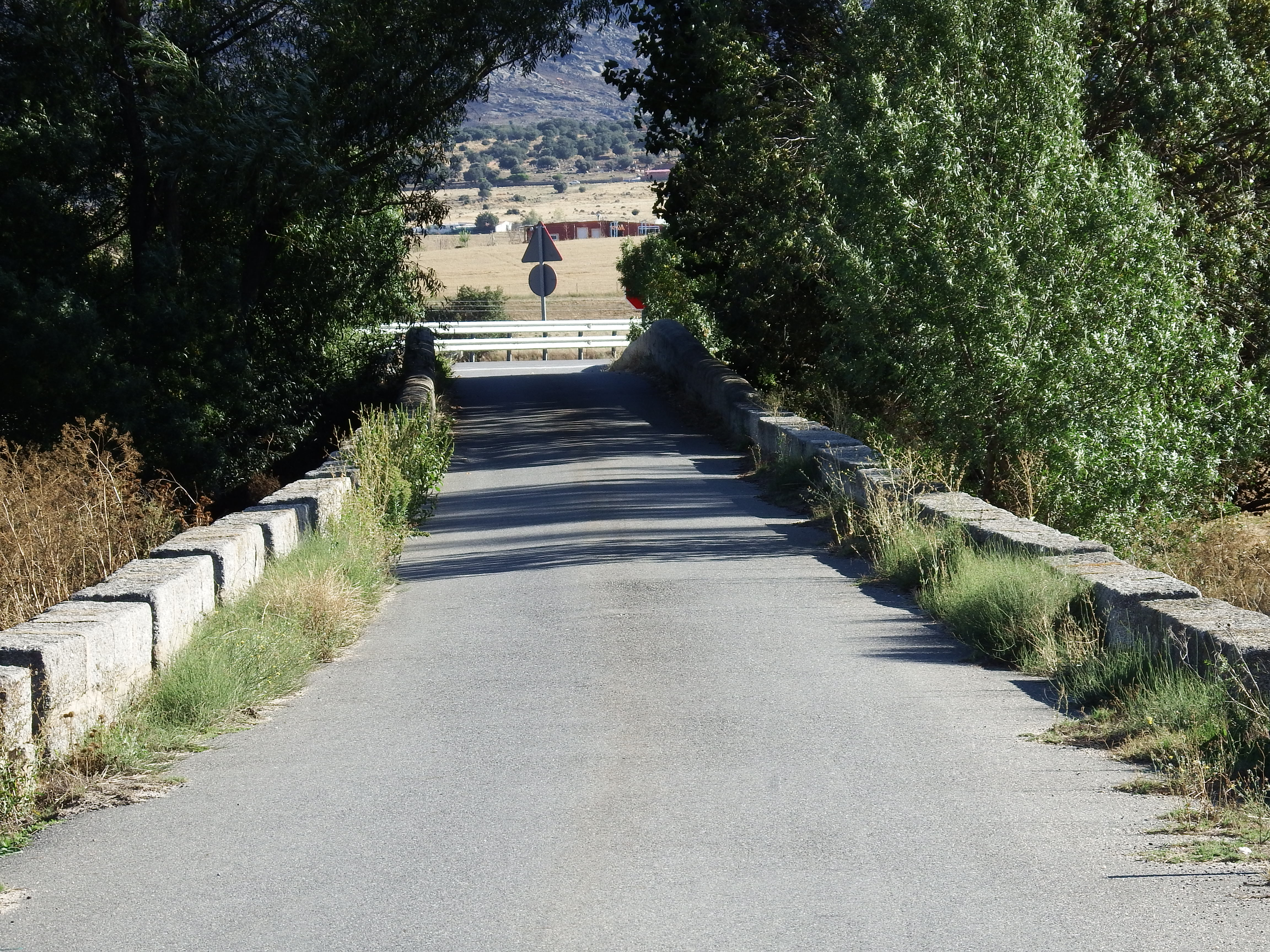
Carretera sobre el puente

Este puente servía a la calzada romana que desde Ávila y atravesando el Valle de Amblés llegaba al Puerto de Menga. Tras salir de la ciudad a través del puente romano que cruza el Adaja al oeste de la ciudad, tras unos centenares de metros de subyacencia a la actual carretera de Arenas, remerge la antigua vía a la izquierda de ésta, y se interna hacia el río por el Vivero. Es una calzada de llanura arenosa del tipo via glareata o de grava, en la que no se aparecían otras señales de construcción o cimentación salvo raros tramos de firme de codones en puntos particularmente blandos de suelo. Sigue paralela al río Adaja, sobre el margen izquierdo; atraviesa una zona de ruinas poco visibles, llamada "La Aldeavieja", frente a Gemuño; y prosigue vecina y paralela al río hasta el Puente de los Cobos, después de atravesar Niharra y la otra zona de ruinas claramente romanas, conocida como Pared de los Moros.